# NoScript
A NoScript egy ingyenes és nyílt forráskódú kiegészítő a Mozilla Firefox, SeaMonkey, Flock és más Mozilla alapú böngészőkhöz. A NoScript segítségével a JavaScript, Java, Flash, Silverlight és más script tartalmakat tilthatunk le, vagy engedélyezhetünk lista alapján. A NoScript segítségével az internetezés rendkívül biztonságos. Használatát többek között javasolja a CERT.

## Funkciók

### Biztonság és használhatóság
A NoScript használata viszonylag egyszerű. Telepítés után a JavaScript, Java, Flash, Silverlight és hasonló tartalmak alapértelmezetten tiltva lesznek a böngészőben. A program jelzi, ha egy adott oldalon tilt valamit, és a felhasználó feloldhatja a tiltást ideiglenesen, vagy örökre. Tehát ahelyett, hogy egy fekete-lista alapján blokkolná a tartalmakat, inkább mindent blokkol, és egy fehér-lista alapján engedélyezi a scriptek használatát. Így nagyban megnöveli a biztonságot, és a biztonsági rések kihasználásának megakadályozását.
A NoScript a Firefoxban eszköztárként jelenik meg, ahol engedélyzeni lehet az adott oldal script tartalmát ideiglenesen vagy örökre. További opciókat is módosíthat a felhasználó az eszköztáron keresztül. Az eszköztár webhely listáján hierarchikus sorrendben megjelennek a látogatott oldalak, legalján az éppen aktuális oldallal.

## Díjak
A NoScript használatát javasolja a Techrepublic.com, valamint 2006-ban elnyerte a PC World díját.

## Kritika
Tekintve, hogy a NoScript alapértelmezetten tilt minden olyan scriptet, mely nem szerepel a fehér-listán, sok JavaScript technológián alapuló weblap nem működik rendesen, mint például az AJAX. Néhány felhasználó a NoScriptnek ezt a tulajdonságát túlzásnak, szükségtelennek és fárasztónak ítélik.
Ezt enyhítheti az a tény, hogy a felhasználók bármikor könnyedén engedélyezhetik a scriptek megjelenítését egy adott oldalon. Bizonyos funkciók, mint például az Anti-XSS szűrők, ClearClick anti-Clickjacking technológia és a JSON-hijacking védelem akkor is aktívak maradnak, ha a scriptek engedélyezve vannak.

## Külső hivatkozások
- A NoScript honlapja (angol)